# Glaucina bifida
Glaucina bifida là một loài bướm đêm trong họ Geometridae.